# Cucullanus
Cucullanus ist eine Gattung der Spulwürmer mit etwa 190 Arten.

## Merkmale
Cucullanus-Arten sind Cucullanidae, bei denen das Ösophastom gut entwickelt ist, ein Blinddarm aber fehlt. Sie sind mittelgroße bis große Parasiten mit einer dünnen Kutikula. Der Schwanz der Männchen ist meist konisch und Kaudalflügel fehlen. Vor der Kloake liegen drei Papillen.

## Systematik
Das Interim Register of Marine and Nonmarine Genera weist folgende Arten aus:
- Cucullanus alatae (Gupta & Bakshi, 1980)
- Cucullanus alii (Kalyankar, 1971)
- Cucullanus amadai Yamaguti, 1941
- Cucullanus ampullastomus Maggenti, 1971
- Cucullanus anguillae Wang, 1975
- Cucullanus annulatus Margolis, 1960
- Cucullanus antipodeus Baylis, 1932
- Cucullanus arabiansae (Ali & Kalyankar, 1966)
- Cucullanus arii Yamaguti, 1954
- Cucullanus ariusi (Srivastava & Gupta, 1976)
- Cucullanus armatus Yamaguti, 1954
- Cucullanus attenuata (Molin, 1858)
- Cucullanus attenuatus Molin, 1858
- Cucullanus australiensis Baylis, 1927
- Cucullanus australis (Johnston & Mawson, 1945)
- Cucullanus bagarii (Gupta & Verma, 1971)
- Cucullanus bagre Petter, 1974
- Cucullanus baylisi Bharatha Lakshmi, 2000
- Cucullanus bilqeesi Bilqees, Khanum & Jehan, 1971
- Cucullanus bioccai Orecchia & Paggi, 1987
- Cucullanus bonaerensis Lanfranchi, Timi & Sardella, 2004
- Cucullanus bourdini Petter & le-Bel, 1992
- Cucullanus brevispiculus Moravec, Kohn & Fernandes, 1993
- Cucullanus bulbosus Lane, 1916
- Cucullanus caballeroi Petter, 1977
- Cucullanus calcariferii (Zaidi & Khan, 1975)
- Cucullanus callichroi (Stewart, 1914)
- Cucullanus campanae Lebre & Petter, 1984
- Cucullanus carangis (MacCallum, 1921)
- Cucullanus carbonelli Campos, Carbonell & Rodriquez-Babio, 1993
- Cucullanus carettae Baylis, 1923
- Cucullanus carioca Vicente & Fernandes, 1973
- Cucullanus cassinensis Pereira & Sais-da-Costa, 1996
- Cucullanus chrysophrydes Gendre, 1927
- Cucullanus chrysophrydis Gendre, 1927
- Cucullanus cirratus Müller, 1777
- Cucullanus clarotis Baylis, 1923
- Cucullanus colossomi Diaz Ungria, 1968
- Cucullanus cyprini Yamaguti, 1941
- Cucullanus debacoi Fortes & Hoffmann, 1995
- Cucullanus diminutus Rasheed, 1968
- Cucullanus dodsworthi Barreto, 1922
- Cucullanus dogieli Krotas, 1959
- Cucullanus egrettae Kumar & Gupta, 1980
- Cucullanus elegans Zeder
- Cucullanus elongatus Smedley, 1933
- Cucullanus exiguus Yamaguti, 1955
- Cucullanus fabregasi Fortes & Hoffmann, 1995
- Cucullanus fastigatus Chandler, 1935
- Cucullanus filiformis Yamaguti, 1935
- Cucullanus fujianensis Wang, 1984
- Cucullanus gendrei Campana-Rouget, 1957
- Cucullanus genypteri Sardella, Navone & Timi, 1997
- Cucullanus gigi Fujita, 1927
- Cucullanus globosus Zeder, 1800
- Cucullanus goasthanensis Bharathalakshmi & Sudha, 2000
- Cucullanus gomtiaii (Sood, 1970)
- Cucullanus gonii Khan, Bilqees & Ghazi, 1991
- Cucullanus grandistomis (Ferraz & Thatcher, 1988)
- Cucullanus guerreroi (Arya & Johnson, 1975)
- Cucullanus guptai Gupta & Masoodi, 1986
- Cucullanus hansoni Olsen
- Cucullanus hapalogenyusi (Luo, 2001)
- Cucullanus heliomartinsi Moreira, Rocha & Costa, 2000
- Cucullanus heterochrous Rudolphi, 1802
- Cucullanus heterodonti Johnston & Mawson, 1943
- Cucullanus hians (Dujardin, 1845)
- Cucullanus himezi Yamaguti, 1941
- Cucullanus hoplobrotuli Parukhin, 1982
- Cucullanus incertus Gendre, 1927
- Cucullanus indica (Gupta & Naiyer, 1992)
- Cucullanus indica (Agrawal, 1965)
- Cucullanus iorai Kumar, Chopra & Singh, 1984
- Cucullanus jaiswali (Ali, 1956)
- Cucullanus jalnaensis (Kalyankar, 1971)
- Cucullanus kakinadensis Lakshmi, 2001
- Cucullanus karachii (Zaidi & Khan, 1975)
- Cucullanus khalili Khan, Bilqees & Ghazi, 1991
- Cucullanus laevis (Heitz, 1914)
- Cucullanus laurotravassosi Petter & le-Bel, 1992
- Cucullanus longicollis (Stossich, 1899)
- Cucullanus longipapillatus Olsen
- Cucullanus longispiculum De Oliveira Rodrigues, Carvalho Varela, Sodre' Rodrigues & Cristofaro, 1973
- Cucullanus lophii Campana-Rouget & Chabaud, 1956
- Cucullanus lucknowensis (Gupta & Pandey, 1983)
- Cucullanus lutjani Schmidt & Kuntz, 1969
- Cucullanus malvanae (Kalyankar, 1971)
- Cucullanus marplatensis Daniel, Timi & Sardella, 2002
- Cucullanus mastacembeli (Gupta & Srivastava, 1984)
- Cucullanus mexicanus Caspeta-Mandujano, Moravec & Aguilar-Aguilar, 2000
- Cucullanus microcephalus Dujardin
- Cucullanus micropapillatus Tornquist, 1931
- Cucullanus mogi Travassos, 1948
- Cucullanus mugili Belous, 1965
- Cucullanus multipapillatus (Petter, 1989)
- Cucullanus muraenesocis (Yin & Zhang, 1983)
- Cucullanus murenophidis Campana-Rouget, 1957
- Cucullanus mystusi (Gupta & Naqvi, 1985)
- Cucullanus neocucullanus (Travassos, Artigas & Pereira, 1928)
- Cucullanus niloticus Cammpana-Rouget, 1957
- Cucullanus oceaniensis Moravec, Sasal, Wuertz & Taraschewski, 2005
- Cucullanus okinawanus Hasegawa, Williams & Bunkley-Williams, 1991
- Cucullanus olivaceus (Bilqees, 1976)
- Cucullanus olivaceus Akram, 1976
- Cucullanus orthagorisci (Rudolphi, 1819)
- Cucullanus oswaldocruzi dos Santos, Julio Vicente & Renato Jardim, 1979
- Cucullanus palmeri Crites & Overstreet, 1997
- Cucullanus pangasius Soota & Chaturvedi, 1971
- Cucullanus panijuseus Dey Sarkar, 1999
- Cucullanus parasiluri Wang, 1979
- Cucullanus parvus Tornquist, 1931
- Cucullanus patoi Fortes, Pato-Hoffmann & Sarmento, 1992
- Cucullanus paulicea Vaz & Pereira, 1934
- Cucullanus pedroi Timi & Lanfranchi, 2006
- Cucullanus pimelodellae Moravec, Kohn & Fernandes, 1993
- Cucullanus pinnai Travassos, Artigas & Pereira, 1928
- Cucullanus platessae Rudolf, 1801
- Cucullanus praecinctus (Dujardin, 1845)
- Cucullanus pseudeutropi Agrawal, 1967
- Cucullanus pseudoannulatus Rehana & Bilqees, 1986
- Cucullanus pseudoplatystomae Moravec, Kohn & Fernandes, 1993
- Cucullanus pulcherrimus Barreto, 1918
- Cucullanus quadrii Bilqees & Fatima, 1980
- Cucullanus rhamphichthydis Moravec, Kohn & Fernandes, 1997
- Cucullanus riograndensis Fortes & Hoffmann, 1995
- Cucullanus ritai Karve, 1952
- Cucullanus ritai (Gupta & Gupta, 1977)
- Cucullanus rivulatus Soota & Dey Sarkar, 1980
- Cucullanus robustus Yamaguti, 1935
- Cucullanus rotundata (Molin, 1859)
- Cucullanus schizothoraxi (Arya, 1983)
- Cucullanus schubarti Travassos, 1948
- Cucullanus sciaenai (Gupta & Gupta, 1979)
- Cucullanus scotti (Simon, 1935)
- Cucullanus serratus Lane, 1916
- Cucullanus simhai (Gupta & Naqvi, 1984)
- Cucullanus sootai Gupta & Masoodi, 1986
- Cucullanus sparus Akram, 1976
- Cucullanus sphaerocephalus Rudolphi, 1809
- Cucullanus spirocaudus Li-Minmi, 1984
- Cucullanus stelmioides Vessichelli, 1960
- Cucullanus tachysuri Kalyankar, 1971
- Cucullanus tachysurus Akram, 1976
- Cucullanus theraponi Rasheed, 1968
- Cucullanus thrai Kumar, Chopra & Singh, 1988
- Cucullanus torai Kumar, Chopra & Singh, 1988
- Cucullanus trachinoti Petter & Sey, 1997
- Cucullanus travassosi Guimaraes & Cristofaro, 1974
- Cucullanus trichiurisi (Gupta & Naqvi, 1984)
- Cucullanus truttae Fabricius, 1794
- Cucullanus vachai Gupta & Bakshi, 1983
- Cucullanus vijayawadensis Rajyalakshmi, Hanumantha-Rao & Shyamasundari, 1991
- Cucullanus vinodae (Gupta & Naqvi, 1985)
- Cucullanus visakhapatnamensis Bharathalakshmi & Sudha, 1999
- Cucullanus waltairensis Bharathalakshmi & Sudha, 2000
- Cucullanus zungaro Vaz & Pereira, 1934

Synonyme sind Bacudacnitis Ferraz & Thatcher, 1988, Bulbodacnitis Maggenti, 1971, Cacullanus Rudolphi, 1802, Cacullanus Rafinesque, 1815, Cuculanum Müller, 1780, Cuculanus Bloch, 1782, Cucullanum Müller, 1780, Cucullenus Lamouroux, 1823, Cucullus Zeder, 1803, Dacnites van Beneden, 1861, Dacnitis Tornquist, 1931, Dacnitis Dujardin, 1845, Dacnitts van Beneden, 1871, Daenitis Linstow, 1900, Indocucullanus Ali, 1956, Neocucullanellusus Yamaguti, 1941, Ophistoma Rudolphi, 1809, Pakdacnitis Akram, Mujib Bilqees & Khatoon, 1997, Paracucullanellus Agrawal, 1965, Pleurorhynchus Rudolphi, 1801, Pseudocucullanus Kalyankar, 1971, Sclerostomum Rudolphi, 1809, Serradacnitis Lane, 1916, Stelmius Dujardin, 1845 und Truttaedacnitis Petter, 1974.